# San Fernando (Spagna)
San Fernando è un comune spagnolo di 97 655 abitanti (2007) situato nella comunità autonoma dell'Andalusia. La città di San Fernando è chiamata anche La Isla.

## Amministrazione

### Gemellaggi
- Montigny-le-Bretonneux